# New York City Transit
New York City Transit Authority (NYCTA, te označavano kao MTA New York City Transit) je javna tvrtka u američkoj saveznoj državi New York koja djeluje kao javni prijevoz u New York Cityju. Tvrtka je dio Metropolitan Transportation Authorityja, te je najprometnija i najveća u Sjevernoj Americi.
Dnevno ima sedam milijuna putovanja, te svake godine dvije milijarde. New York City Transit Authority djeluje u podzemnoj željeznici u New Yorku kao brzi tranzitni sustav u Manhattanu, Bronxu, Brooklynu i Queensu. Također djeluje i na željezničkoj pruzi Staten Islanda, te surađuje s autobusima New York Transita.

## Unutarnje poveznice
- MetroCard
- Tranzitni prolazi New York Cityja

## Vanjske poveznice
- Službena stranica  Arhivirana inačica izvorne stranice od 15. prosinca 2007. (Wayback Machine)
- Podzemne željeznice u New Yorku
- Lokalni prijevoz
- New York City Transit Authority: planer putovanja  Arhivirana inačica izvorne stranice od 7. ožujka 2009. (Wayback Machine)